# Religion autochtone
En sciences des religions, une religion autochtone se définit comme le système de croyances d'un peuple autochtone. Cette catégorie est parfois connexe à celle de « nouveau mouvement religieux », notamment dans le cas des pratiques religieuses préchrétiennes pour lesquelles il y a des tentatives de réactivation comme le néopaganisme. Le terme est appliqué à différents systèmes de croyances à travers le monde en particulier dans les pays où les communautés indigènes ont été impactées par le colonialisme.
Les termes religion autochtone ou (religion indigène) sont généralement appliqués aux systèmes de croyances de sociétés localisées. Ces systèmes de croyance ne s'engagent généralement pas dans le prosélytisme, ce qui les distingue de mouvements comme le christianisme, l'islam ou le bouddhisme qui cherchent à convertir de nouveaux membres et qui sont généralement classés comme religions mondiales en raison de leur rayonnement au delà de leur pays de naissance. Elles se distinguent aussi de ces grandes religions par leur transmission généralement orale, la variabilité des pratiques au sein d'une même religion et leur association à des modes de vie traditionnels. Numériquement, la majorité des religions du monde pourraient être classées comme « indigènes », bien que le nombre de pratiquants de ces religions soient nettement inférieur au nombre d'individus pratiquant une des religions mondiales.
Dans le cadre de l'étude des religions, il y a eu de nombreux débats sur la portée de cette catégorie, notamment au sujet de ce que devait englober le terme «autochtone». Certaines religion ne remplissent pas tous les critères. Par exemple, le shintoïsme, religion traditionnelle japonaise, est souvent qualifiée de religion autochtone, cependant, les Japonais n'ont pas été colonisés mais ont  été colonisateurs de sociétés voisines comme celle des Ainus. Le shintoïsme peut-il donc être qualifié de "religion autochtone" ? Les néopaganismes aussi posent problème dans la mesure où ils sont souvent hypothétiquement reconstruits et agrègent parfois des éléments issus du New âge sans lien avec les pratiques des peuples antiques. Même les néopaganismes les plus strictement reconstructivistes ne peuvent prétendre pratiquer leur religion exactement comme elle l'était pratiquée dans l'antiquité.

## Définition
Les sciences des religions ont utilisé trois concepts pour catégoriser les différents groupes religieux : « religions mondiales », « nouveaux mouvements religieux » et « religions indigènes ». L'historienne des religions, Carole M. Cusack, a noté que les « religions autochtones » ont été exclues de la catégorie des « religions mondiales » parce qu'elles « sont généralement à buts concrets, transmises oralement, non prosélytes, axées sur le peuple, exprimées dans des mythes et dans le droit coutumier et pluralistes.
Au XIXe siècle, ces religions étaient souvent qualifiée de «religion primitive» ou «religion sans écriture» et elles étaient considérées comme offrant un aperçu de la façon dont la religion était pratiquée par les premiers humains.  Un autre terme, « religion primale », a été inventé par Andrew Walls à l'université d'Aberdeen dans les années 1970 pour mettre l'accent sur les formes de religion non occidentales que l'on trouve en Afrique, en Asie et en Océanie. Cependant, selon le spécialiste de la religion Graham Harvey, de telles approches privilégient les peuples occidentaux industrialisés et la culture des Lumières. De même, James Cox, l'étudiant de Walls, soutient que des termes tels que « religion primale », « religion primitive » et « religion tribale » suggèrent une religion non développée qui peut être considérée comme une préparation à la conversion au christianisme.

## Exemples

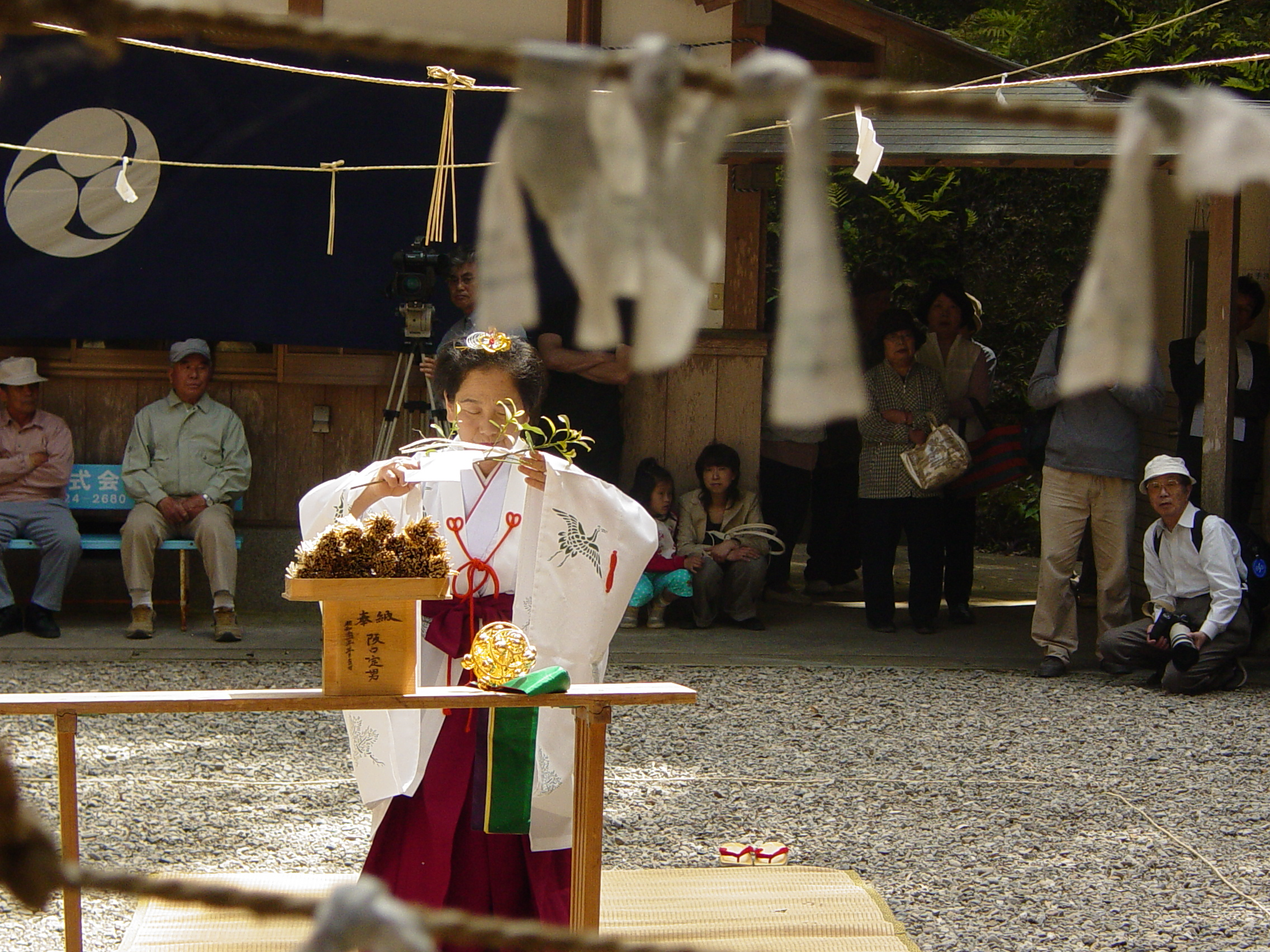
Un rite shinto. Le shinto est souvent qualifié de religion autochtone, bien que cette classification soit débattue.

La religion japonaise shintoïste est souvent décrite comme une "religion indigène", mais le spécialiste des études asiatiques John K. Nelson affirme que cette qualification est discutable.  En effet, il note que les débats ne sont pas clos quant à savoir si quand les ancêtres des Japonais sont arrivés dans l'archipel s'il y avait d'autres communautés, comme les Ainu, qui y vivaient déjà. 
De nombreux adeptes du néopaganisme aiment considérer leur système de croyance comme une "religion autochtone".  En revendiquant une appartenance indigène, certains païens, en particulier aux États-Unis, tentent de se présenter comme les successeurs des systèmes de croyances préchrétiennes des antiques peuples d'Europe. Ils se définissent ainsi comme victimes du colonialisme et de l'impérialisme des chrétiens médiévaux. Cependant, comme le font remarquer les érudits Jenifer Snook, Thad Horrell et Kirsten Horton, ce faisant, ces païens ignorent le fait que la plupart d'entre eux sont blancs, et donc membres de la même communauté ethnique à l'origine des politiques coloniales et impériales contre les peuples autochtones des Amériques et d'ailleurs.

## Sources